# クエン酸銅2.5水和物
クエン酸銅2.5水和物(くえんさんどう2.5すいわぶつ)とは、化学式Cu₂(C₆H₄O₇)で表せる
銅のクエン酸塩で常温では青緑色の固体である。水には不溶で、エタノール、エーテルに溶けやすい。100℃以上に加熱すると無水塩となり、青色になる。また、融点以上に加熱すると昇華し、空気との混合では粉塵爆発を起こす可能性がある。強酸化剤とも混合してはいけない。

## 反応
過剰なクエン酸水に溶解してキレート錯体を作る。
{\displaystyle {\ce {2Cu2(C6H4O7) + 2C6H4O7^{4-}<=> 2[Cu2(C6H4O7)2]^{4-}}}}

## 利用
クエン酸銅Cu2(C6H4O7)はトラコーマまたは濾胞性結膜炎用の軟膏として使われている。

## 関連物質
- クエン酸
- クエン酸鉄アンモニウム
- クエン酸カリウム
- 銅